# Fouquereuil
Fouquereuil är en kommun i departementet Pas-de-Calais i regionen Hauts-de-France i norra Frankrike. Kommunen ligger i kantonen Béthune-Sud som tillhör arrondissementet Béthune. År 2022 hade Fouquereuil 1 630 invånare.

## Befolkningsutveckling
Antalet invånare i kommunen Fouquereuil
| Referens: INSEE |